# Ёрач
Ёрач (устар. Иарыч) — река в России, течёт по территории городского округа Ухта Республики Коми. Устье реки находится в 126 км по правому берегу реки Воль на высоте 160 м над уровнем моря. Длина реки составляет 49 км.

## Данные водного реестра
По данным государственного водного реестра России относится к Двинско-Печорскому бассейновому округу, водохозяйственный участок реки — Вычегда от истока до города Сыктывкар, речной подбассейн реки — Вычегда. Речной бассейн реки — Северная Двина.
Код объекта в государственном водном реестре — 03020200112103000013834.